# Quijorna
Quijorna è un comune spagnolo di 2 700 abitanti situato nella comunità autonoma di Madrid, parte della comarca di Cuenca del Guadarrama.